# ماكس جيرمين
ماكس جيرمين (بالإنجليزية: Max Germaine)‏ هو تاجر أعمال فنية أسترالي، ولد في 1914، وتوفي في 12 يوليو 2006.